# Грэммис
«Грэммис» (швед. Grammis) — шведская музыкальная премия, аналог американской премии «Грэмми». Церемония награждения обычно проводится каждый год в феврале в Стокгольме. Первые награды «Грэммис» были вручены в 1969 году и присуждались до 1972 года, когда были отменены. С 1987 года премия вручается снова. Награды вручаются шведским подразделением IFPI, а также газетой Expressen.

## Категории награждения
В списке ниже представлены категории награждения премией «Грэммис»:
- Альбом года
- Музыкант года
- Музыкальный видеоклип года
- Детский альбом года
- Танцевальная группа года
- Народная музыка года
- Почётная награда
- Хип-хоп/соул года
- Устойчивый музыкант года
- Хард-рок года
- Новатор года
- Джаз года
- Классический ансамбль года
- Классический солист года
- Клубная музыка года
- Композитор года
- Песня года
- Музыкальное DVD года
- Новый музыкант года
- Поп-музыкант (женщина) года
- Поп-музыкант (мужчина) года
- Поп-группа года
- Продюсер года
- Рок-альбом года
- Рок-группа года
- Автор текстов для песен года
- Открытая категория